# Tetragnatha maralba
Tetragnatha maralba este o specie de păianjeni din genul Tetragnatha, familia Tetragnathidae, descrisă de Roberts, 1983.
Este endemică în Aldabra. Conform Catalogue of Life specia Tetragnatha maralba nu are subspecii cunoscute.